# Tseng Chun-hsin
Tseng Chun-hsin (chiń. upr. 曾俊欣; chiń. trad. 曾俊欣; pinyin Zēng Jùnxīn; ur. 8 sierpnia 2001 w Tajpej) – tajwański tenisista, medalista Letniej Uniwersjady 2019.

## Kariera tenisowa
Startując w grze pojedynczej juniorów, Tseng Chun-hsin w 2018 roku wygrał French Open oraz Wimbledon, w Australian Open zaś osiągnął finał. 11 czerwca 2018 został liderem juniorskiego rankingu ITF.
Najwyżej sklasyfikowany był na 83. miejscu w singlu (8 sierpnia 2022) oraz na 305. w deblu (8 sierpnia 2022).

### Finały juniorskich turniejów wielkoszlemowych

#### Gra pojedyncza (2–1)
| Końcowy wynik | Nr | Data             | Turniej                    | Nawierzchnia | Przeciwnik      | Wynik finału     |
| ------------- | -- | ---------------- | -------------------------- | ------------ | --------------- | ---------------- |
| Finalista     | 1. | 27 stycznia 2018 | Australian Open, Melbourne | Twarda       | Sebastian Korda | 6:7(6), 4:6      |
| Zwycięzca     | 1. | 9 czerwca 2018   | French Open, Paryż         | Ceglana      | Sebastián Báez  | 7:6(5), 6:2      |
| Zwycięzca     | 2. | 15 lipca 2018    | Wimbledon, Londyn          | Trawiasta    | Jack Draper     | 6:1, 6:7(2), 6:4 |

#### Gra podwójna (0–1)
| Końcowy wynik | Nr | Data            | Turniej            | Nawierzchnia | Partner | Przeciwnicy                | Wynik finału |
| ------------- | -- | --------------- | ------------------ | ------------ | ------- | -------------------------- | ------------ |
| Finalista     | 1. | 10 czerwca 2018 | French Open, Paryż | Ceglana      | Ray Ho  | Ondřej Štyler Naoki Tajima | 4:6, 4:6     |